# Lighter Aboard Ship

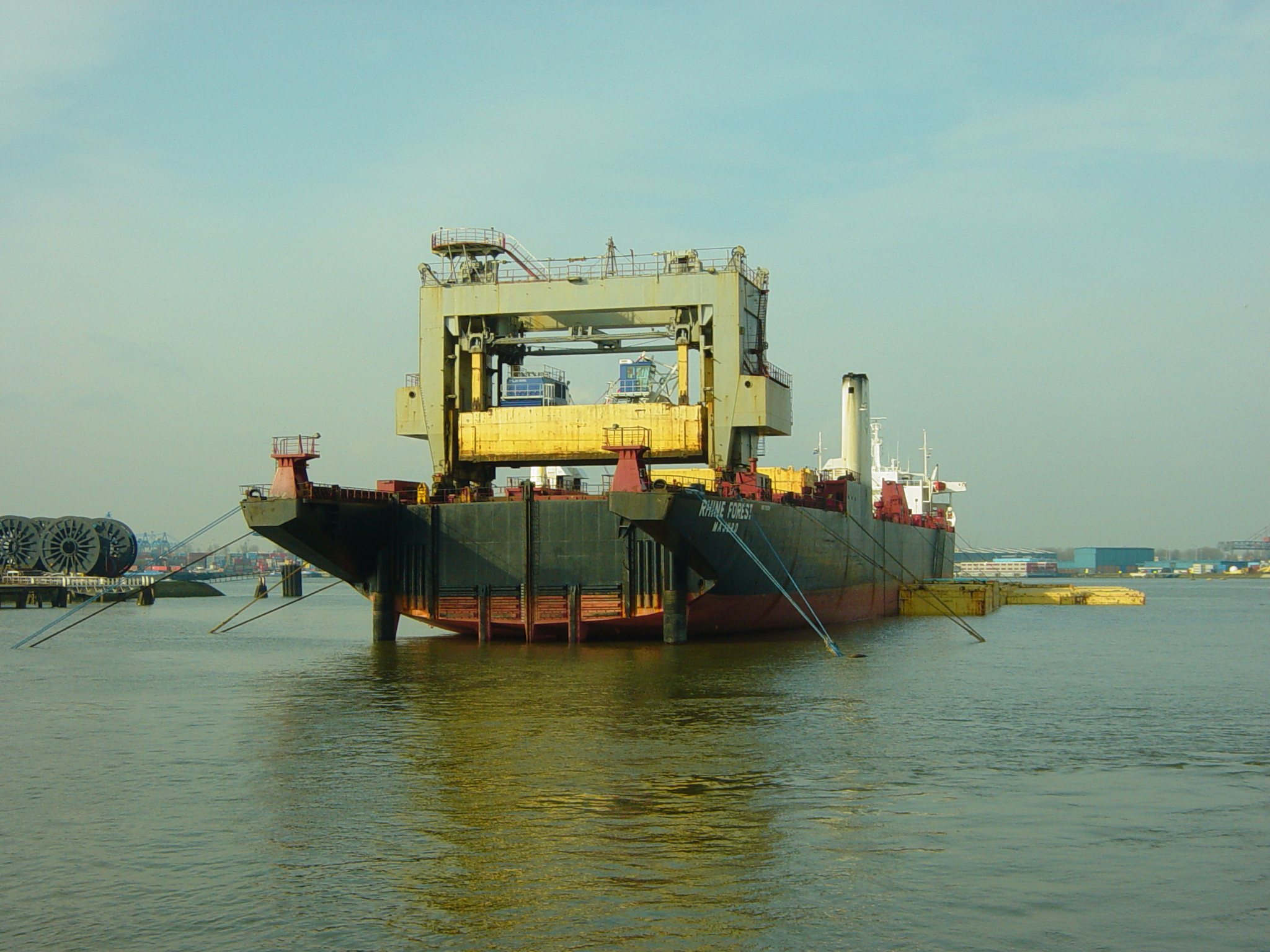
LASH-Carrier Rhine Forest ex. Bilderdijk 2006 in Rotterdam, (gebaut 1972 in Belgien, abgewrackt 2008 in Chittagong) Schwesterschiff der München

Die Bezeichnung LASH (Lighter Aboard Ship) steht für ein System, bei dem beladene Leichter auf hochseetüchtigen Schiffen transportiert werden. Dieser Artikel behandelt auch ähnliche, aber anders benannte Systeme. Die Trägerschiffe werden als LASH-Carrier, Bargecarrier, Känguruhschiffe, Leichtertransportschiffe oder Leichtermutterschiffe bezeichnet.

## Entwicklung
Die Palette der Seeschiffstypen wurde im September 1969 um einen weiteren Typ erweitert. Mit der Indienststellung der Acadia Forest nahm der Transport von Schiffen im Schiff zur Verbindung durch Meere getrennter Binnenwasserstraßen seinen Anfang. Ein großes Trägerschiff nimmt als Leichter, Prähme, Schuten oder Bargen bezeichnete Schiffe ohne eigenen Antrieb in Form von schwimmenden genormten Frachtbehältern auf. Im Bestimmungshafen trennt sich das Trägerschiff wieder von diesen Schiffsgefäßen. Sie werden dort in den Hafengewässern, auf Kanälen und Flüssen als Fahrzeuge der Binnenschifffahrt in Schubverbänden bewegt.

## Wirtschaftliche Bedeutung
Unabhängig von den jeweiligen Hafensituationen sollte jeder Bargecarrier rund fünfmal so viel Güter transportieren wie die damals üblichen konventionellen Stückgutschiffe. Darin lag auch das besondere Interesse an diesem Schiffstyp Anfang der 1970er Jahre und die ihm so optimistisch zugedachten Zukunftsaussichten. Der seewärtige Stückguttransport entsprach schon in den 1950er Jahren nicht mehr den Ansprüchen vieler Seetransportkunden. Eine Rationalisierung des damaligen Stückgutumschlags war nur über eine Standardisierung der in ihren Abmessungen, Formen und in ihrer äußeren Beschaffenheit oft sehr unterschiedlichen Ladungspartien zu erreichen. Weltweit setzte sich in den 1960er Jahren nur langsam der standardisierte ISO-Container durch. Die großen Containerterminals mit ihren umfangreichen fördertechnischen Anlagen und den riesigen Lagerplätzen waren noch in Planung bzw. in der Entwicklung. Unter diesen Bedingungen bot sich das LASH-Carrier System mit seinen Leichtern, die auch als schwimmende Container zu charakterisieren sind, als Alternative und Ergänzung zum sich entwickelnden Containerverkehr an. Damals dachten Transportexperten an eine zukunftsträchtige und rationelle Transporttechnologie. Bei den Leichtern gab es keinen Zeitdruck in der Ent- und Beladung. Unzureichende umschlagtechnische Ausrüstung der Häfen und fehlende Kailiegeplätze hatten keinen Einfluss auf den Betrieb des Trägerschiffes. Während die Leichter ent- und beladen wurden, war das Trägerschiff mit anderen Leichtern bereits wieder unterwegs. Es war damit möglich geworden, dass diese Schiffe mehr als 80 % ihrer jährlichen Einsatzzeit auf See verbrachten. Herkömmliche Schiffe lagen oft die Hälfte ihrer Jahreseinsatzzeit im Hafen.
Durchsetzen konnte sich der Schiffstyp jedoch nicht. Lash-Leichter wurden vornehmlich für schwere Kolli, verschiedene Massenstückgüter und für einige Massengüter, deren Transport mit Bulkcarriern aufgrund ihrer relativ geringen Menge nicht lohnte, eingesetzt. Für Stückgüter, die in der Planung eine nicht unerhebliche Rolle spielten, wurden sie dagegen wenig genutzt. Letztendlich wurde dieser Schiffstyp von Containerschiffen gänzlich verdrängt.
Haupttransportlinien waren die Strecken zwischen New Orleans (Mississippi) auf der einen sowie Rotterdam und Bremerhaven auf der anderen Seite des Atlantiks.

### Baukosten
Für den damaligen Zeitraum waren die hohen Umschlagleistungen von mehr als 1500 Tonnen pro Stunde der LASH- und Seabee-Schiffe beeindruckend, wenn man bedenkt, dass Spitzenleistungen bei konventionellem Stückgutumschlag kaum 100 Tonnen pro Stunde betrugen. Selbst die entstehenden modernen Containeranlagen bewältigten gerade 1000 Tonnen in der Stunde. Die Begeisterung für die Bargecarrier wurde jedoch durch die hohen Investitionskosten gedämpft. Im Jahre 1972 betrugen die Baukosten für ein LASH-Schiff in Belgien noch 50 Millionen DM und in den USA etwa 25 Millionen US-Dollar. Für ein Seabee-Trägerschiff wurden etwa 35 Millionen US-Dollar veranschlagt. Zum Trägerschiff gehörten noch die Leichter, von denen, je nach Typ, ein Leichter zwischen 40.000 und 100.000 US-Dollar kostete. Da jedes Schiff mehr als einen Satz Leichter benötigte und nur mehrere Leichterschiffe wirtschaftlich zu betreiben waren, musste ein enormer Investitionsaufwand erbracht werden. Eine Flotte von drei Seabee-Schiffen und den dazugehörenden 246 Leichtern kostete nach dem Preis- und Kursniveau von 1972 rund 125 Millionen US-Dollar.

## Geschichte
Das LASH-System wurde in den 1960er Jahren vom amerikanischen Schiffbauingenieur Jerome L. Goldman entwickelt. Der weltweit erste LASH-Carrier war die Acadia Forest (1969). Dieser Schiffstyp konnte 75 standardisierte Leichter mit je etwa 376 Tonnen Ladefähigkeit aufnehmen.
Am 1. Juli 1978 waren 29 Leichterschiffe mit einer Tragfähigkeit von 0,775 Millionen BRT (BRZ) registriert. Zum gleichen Zeitraum gab es weltweit 69.020 Seeschiffe über einhundert BRT (BRZ). Anfang 1981 gab es 34 Bargecarrier mit etwas mehr als 0,8 Millionen BRT (BRZ). Weltweit waren 1981 73.864 Seeschiffe mit mehr als 100 BRT (BRZ) unterwegs. Der Marktanteil der Leichterschiffe betrug demnach 1981 etwa 0,2 % an transportierter Ladung.
Am 15. Dezember 2007 lief die Rhine Forest, ex. Bilderdijk der Holland Amerika Line, letztmals Rotterdam an. Sie war ein Schwesterschiff der München. Wegen der schlechten Auslastung wurde der LASH-Linienverkehr zwischen New Orleans und Rotterdam eingestellt. Die Rhine Forest wurde ab Januar 2008 in Chittagong verschrottet.
Der LASH-Leichter mit der Registrierung CG S 6013 (von der letzten Rotterdam-Fahrt der Rhine Forest) wurde der Vereinigung De Binnenvaart in Dordrecht übergeben und ist nun Bestandteil des Binnenschifffahrtsmuseums.

## Technologie LASH-System
Ein wichtiges technisches Problem bei der Realisierung des neuen Transportsystems war der Umschlag der Leichter. Ein Unterscheidungsmerkmal der verschiedenen Projekte und auch gebauten Fahrzeuge war die Art und Weise, wie die Leichter von bzw. an Bord gebracht wurden. Den größten Anwendungsbereich fand das LASH-System. Hierbei wurden am Heck des Trägerschiffes durch einen sehr großen Portalkran die Leichter einzeln aus dem Wasser gehievt. Dieser Portalkran konnte sich über die gesamte Schiffslänge bewegen und so die aufgenommenen Leichter mehrfach übereinander im Schiffsrumpf und an Deck verstauen. Die Kräne hatten eine Tragkraft von mehr als 5 Giganewton (rund 500 t hebend). Das Umschlagen eines Leichters dauerte im Durchschnitt 15 min.
LASH-Schiffe, die in Europa, Japan, den USA und der Sowjetunion gebaut wurden, hatten fast einheitliche Parameter.

### Technische Daten

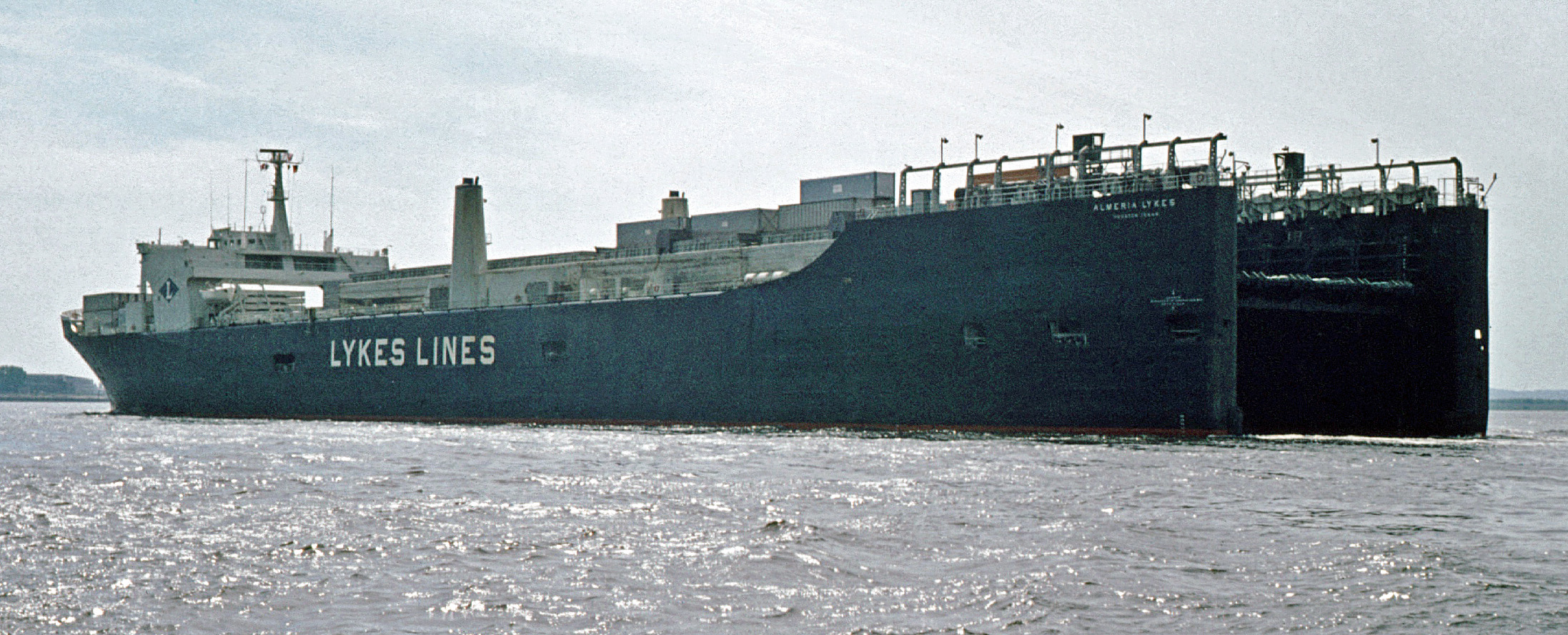
Almeria Lykes 1973 in Hamburg

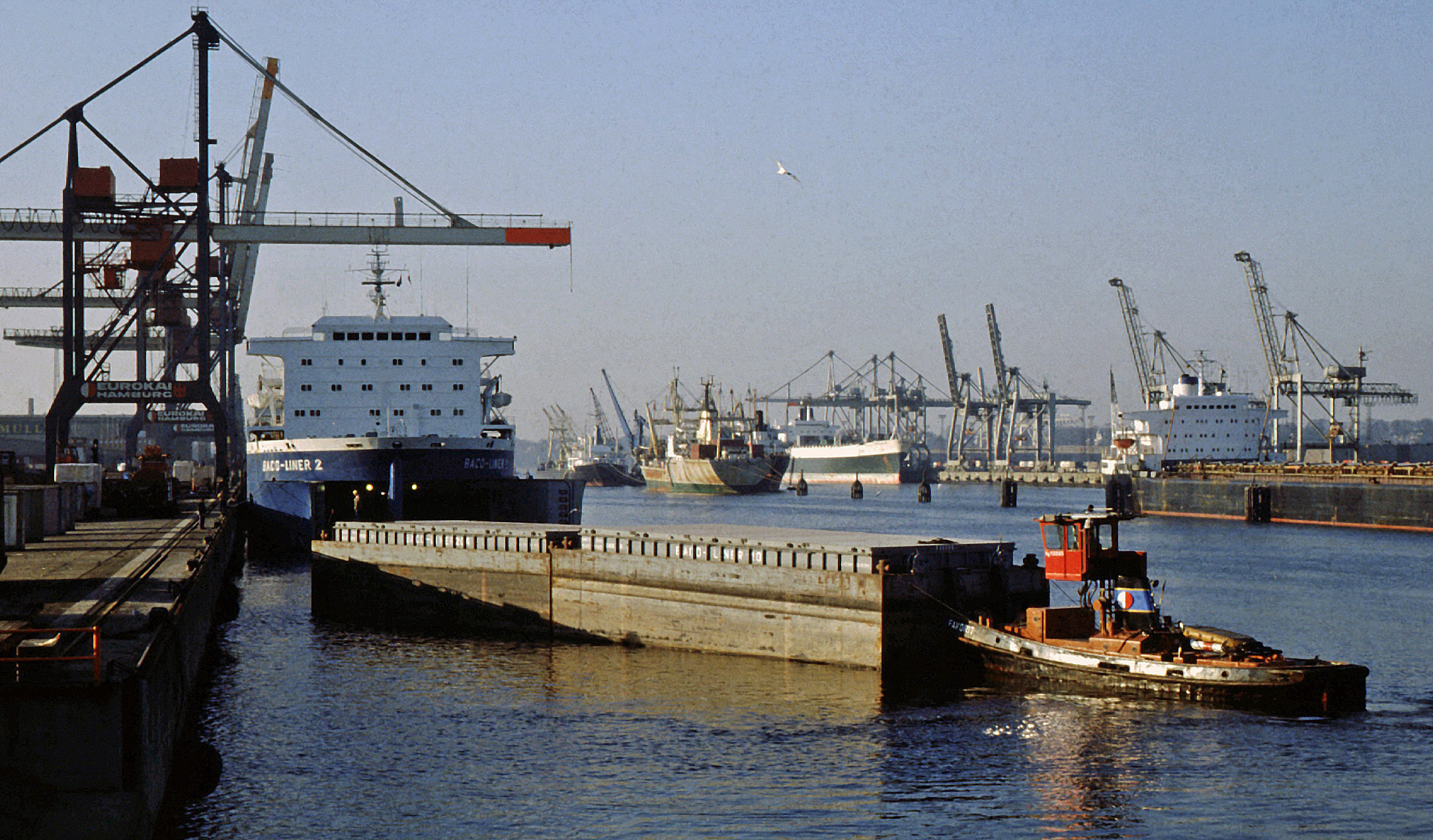
Baco Liner 2 1982 bei der Beladung mit BaCo-Bargen

| Carriertyp       |    | LASH 1 | LASH 2 |
| ---------------- | -- | ------ | ------ |
| Länge über alles | m  | 262    | 250    |
| Breite           | m  | 32,50  | 30,50  |
| Tiefgang         | m  | 11,30  | 10,70  |
| Tragfähigkeit    | t  | 43000  | 29600  |
| Geschwindigkeit  | kn | 19     | 22     |
| Antriebsleistung | PS | 26000  | 32000  |

| Leichtertyp   |         |
| ------------- | ------- |
| Länge         | 18,70 m |
| Breite        | 9,50 m  |
| Seitenhöhe    | 4,00 m  |
| Eigenmasse    | 80 t    |
| Tragfähigkeit | 380 t   |
| Tiefgang      | 2,60 m  |

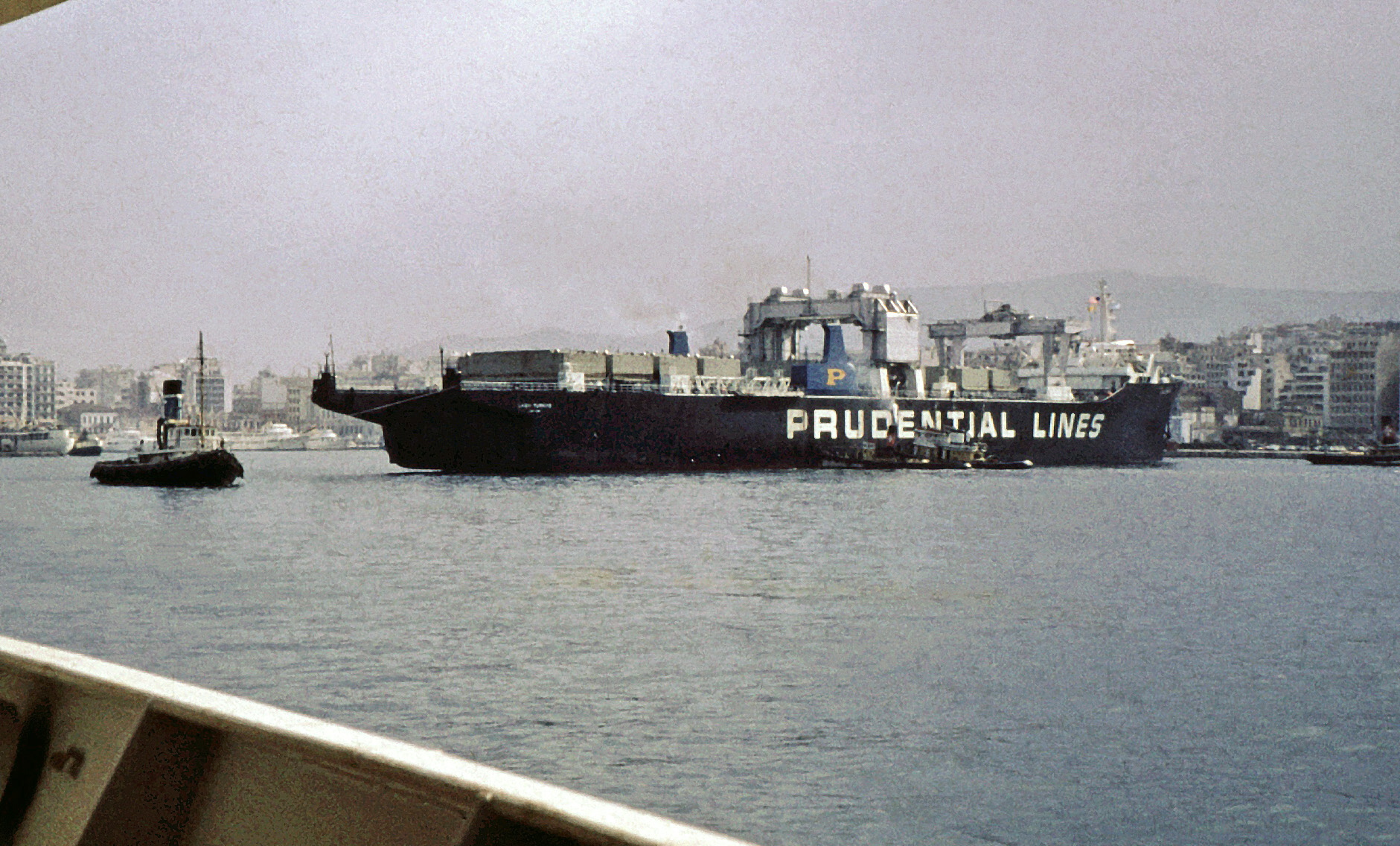
Lash Turkiye 1971 in Piraeus

Die deutsche Hapag-Lloyd AG stellte 1972 ein LASH-Schiff – die München – in Dienst. Dieses Schiff ist 1978 im Atlantik gesunken.

## Seabee-System
Das erste Schiff einer Serie von drei Seabee-Schiffe war die Doctor Lykes. Als Seabee (eng. Seebiene) wird ein System bezeichnet, bei der am Heck des Trägerschiffes eine Hebebühne angeordnet ist. Diese Hebebühne wird auch Synchrolift genannt. Dieser hat eine Hubkraft von über 2000 Megapond. Der Synchrolift wird unter die Wasseroberfläche abgesenkt. Auf diese Unterwasserplattform werden zwei bis 1000 Tonnen schwere Leichter geschwommen und von dieser in die entsprechende Deckshöhe angehoben. Auf speziellen Schienentransportwagen werden die Leichter in Schiffslängsrichtung zu ihren Stauplätzen gerollt. Auf den drei Decks der Doctor Lykes konnten 38 Leichter gestaut werden, davon je 12 auf den unteren Decks und 14 an Oberdeck. Bemerkenswert ist die Doppelfunktion des Schiffes. Die Seitentanks und der ungewöhnlich große Doppelboden des Fahrzeuges stellten eine Tankkapazität von fast 36.000 m³ Rauminhalt dar. Das Schiff konnte also auch als Produktentanker eingesetzt werden. Die im Seabee-System verwendeten Leichter sind bedeutend größer als die LASH-Leichter.

### Technische Daten
| Seabee-Carrier              |    |        |
| --------------------------- | -- | ------ |
| Länge über alles            | m  | 266,70 |
| Breite                      | m  | 32,26  |
| Seitenhöhe bis Unteres Deck | m  | 9,70   |
| Seitenhöhe bis Hauptdeck    | m  | 16,10  |
| Seitenhöhe bis Oberdeck     | m  | 22,80  |
| Tiefgang                    | m  | 10,00  |
| Tragfähigkeit               | t  | 27500  |
| Verdrängung                 | t  | 45400  |
| Geschwindigkeit             | kn | 20     |
| Antriebsleistung            | PS | 36000  |

| Seabee-Leichter |   |       |
| --------------- | - | ----- |
| Länge           | m | 29,75 |
| Breite          | m | 10,67 |
| Seitenhöhe      | m | 3,80  |
| Eigenmasse      | t | 150   |
| Tragfähigkeit   | t | 850   |
| Tiefgang        | m | 3,25  |

## BACAT-System
Ende 1973 wurde ein dänisches Projekt mit der Bezeichnung BACAT (Barge-Catamaran) vorgestellt. Geplant war der Transport von mehreren hunderttausend Tonnen Ladung zwischen der Rheinmündung/Rotterdam und Kingston upon Hull am Humber. Das BACAT-System ähnelte dem Seabee System. Die Leichter waren aber kleiner und hatten nur eine Tragfähigkeit von maximal 140 t.
Die Bacat I lief als einziges Schiff ihres Typs am 5. September 1973 bei der Frederikshavn Vaerft A/S vom Stapel und wurde am 28. Februar 1974 fertiggestellt. Nach ca. einem Jahr und 132 je 60-stündigen Rundreisen inklusive Leichterwechsel waren mit den vorhandenen sechs Leichtersätzen etwa 60.000 Tonnen transportiert worden. Probleme mit der englischen Hafenarbeitergewerkschaft führten zur Einstellung des Dienstes. Das Schiff wurde zunächst aufgelegt und 1976 mit 63 Leichtern an die Reederei MacKinnon MacKenzie Company verkauft. Es fuhr dann im Liniendienst zwischen Bombay in Indien und dem Persischen Golf, wurde aber schon 1986 in Bombay wieder abgebrochen.

### Technische Daten
| BACAT-Carrier    |    |        |
| ---------------- | -- | ------ |
| Länge über alles | m  | 103,50 |
| Breite           | m  | 20,70  |
| Seitenhöhe       | m  | 10,50  |
| Tiefgang         | m  | 5,40   |
| Tragfähigkeit    | t  | 2700   |
| Geschwindigkeit  | kn | 13     |
| Antriebsleistung | kW | 3.000  |

| Leichter      |    | BACAT | LASH  |
| ------------- | -- | ----- | ----- |
| Länge         | m  | 16,80 | 18,75 |
| Breite        | m  | 4,70  | 9,50  |
| Tiefgang      | m  | 2,45  | 2,50  |
| Volumen       | m³ | 170   | 565   |
| Eigengewicht  | t  | 50    | 83    |
| Tragfähigkeit | t  | 140   | 370   |

Es konnten je zehn der BACAT Leichter an Deck und entweder drei LASH Leichter oder acht BACAT Leichter im katamaranartigen Rumpf transportiert werden.

## BACO-System
1979 wurde das von dem Bremer Kapitän H. Möncke und den Thyssen Nordseewerken neu entwickelte BaCo-System eingeführt, bei dem das Trägerschiff neben Bargen auch Container laden konnte, daher der Name BaCo-System. Neuartig war auch, dass die Bargen durch Bugtore in den gefluteten Laderaum – ähnlich wie bei einem Schwimmdock eingeschwommen wurden. Der Laderaum wurde durch zwei hochklappbare Docktore und zwei seitlich schwenkbare Bugpforten wasserdicht verschlossen, so dass der Laderaum für die Seereise gelenzt werden konnte. An Deck konnten Container gestaut werden, für die ein Bockkran zur Verfügung stand, der auf Schienen verfahren werden konnte.
Die BaCo-Bargen waren im Vergleich zu den Lash-Bargen relativ groß und hatten eine Tragfähigkeit von 800 t, wobei der maximale Tiefgang mit 4,15 m vergleichsweise groß war. Die Breite war mit 9,5 m an die Standardbreite von europäischen Binnenschiffen angepasst, so dass anstelle der insgesamt 12 BaCo-Bargen auch vier Europa-Leichter vom Typ I geladen werden konnten. Die Containerkapazität betrug 652 TEU.
Insgesamt wurden drei Baco-Liner zwischen 1979 und 1984 gebaut, die Baco-Liner 1, Baco-Liner 2 und Baco Liner 3 getauft wurden. Auftraggeber war die Baco-Liner GmbH Emden, an der neben der Werft auch die Rhein-, Maas- und See-Schiffahrtskontor GmbH (RMS, siehe Rhenus Maritime Services) sowie die Rhenus-WTAG, Dortmund, beteiligt waren. Bereedert wurden die Schiffe von der RMS. Die BaCo-Bargen wurden unter anderem von der Cassens-Werft in Emden gebaut.
Die Baco-Liner wurden im Linienverkehr zwischen Nordeuropa und Westafrika eingesetzt und versahen ohne größere Vorkommnisse ihren Dienst. Nachdem sich der Seetransport zunehmend auf Container verlagerte, wurden die drei Schiffe zwischen 2012 und 2013 abgewrackt.

### Technische Daten
| Baco-Liner       |    |        |
| ---------------- | -- | ------ |
| Länge über alles | m  | 204,10 |
| Breite           | m  | 28,50  |
| Seitenhöhe       | m  | 14,50  |
| Tiefgang         | m  | 6,65   |
| Tragfähigkeit    | t  | 21800  |
| Geschwindigkeit  | kn | 15     |
| Antriebsleistung | kW | 7.880  |

| Leichter      |   | BaCo  | LASH  |
| ------------- | - | ----- | ----- |
| Länge         | m | 24,00 | 18,75 |
| Breite        | m | 9,50  | 9,50  |
| Tiefgang      | m | 4,15  | 2,50  |
| Tragfähigkeit | t | 800   | 370   |

## Weitere Projekte
Es gab eine Variante des Seabee-Systems, die mit mehreren Einheiten in Finnland für die UdSSR gebaut wurde.
Neben den genannten Carriertypen gab es noch andere Projekte. Es gab einen Vorschlag zur Übernahme der Leichter über eine flutbare Kammer des Trägerschiffes durch eine Öffnung in der Bordwand einzuschwimmen.
Eine technisch interessante Idee war das unter dem Namen Stradler publizierte System des New Yorker Ingenieurs Frank Broes. Zwischen den Rümpfen eines Katamarans sollten zehn motorisierte Leichter mit einer Tragfähigkeit von etwa 12.000 Tonnen Tragfähigkeit aufgenommen werden.

## Probleme und Risiken
Mit dem Einsatz von Bargecarriern entstanden Probleme, die den Seeschifffahrtsreedereien bisher unbekannt waren. An Bord des Trägerschiffes ist der Leichter nichts anderes als ein großer Ladungsbehälter. Im Seehafen und auf den Binnenwasserstraßen wird er zum Wasserfahrzeug. Daraus ergeben sich Anforderungen an Ausrüstungsvorschriften wie Anker, Verholeinrichtungen, Kupplungseinrichtungen, Signal- bzw. Positionsbeleuchtungen. Für zusammengestellte Schubverbände mussten sogenannte Kopfbargen bereitgestellt werden. Diese Vorschriften können in den verschiedenen Häfen in Europa, Nordamerika und Asien ganz unterschiedlich sein. Kompliziert gestaltete sich das Transportsystem bei einer Bedienung von Wasserstraßen, die im Winter zufrieren und es zu einer Einstellung des Binnenschifffahrtsbetriebes kam. Dies erforderte einen hohen Investitionsaufwand. Dieser Aufwand, verbunden mit den Risiken für einen wirtschaftlichen Betrieb der Trägerschiffe und ihrer Leichter, verlangte gewissenhafte verkehrsökonomische Untersuchungen, die viel aufwändiger waren als für herkömmliche Frachtschiffe bzw. für die den Markt erobernden Containerschiffe und ihr Transportsystem.
Bargecarrier und Leichter stellen ein technologisch interessantes Seetransportsystem dar. Wirtschaftlich sind sie nur, wenn viele spezifische verkehrsökonomische Bedingungen erfüllt werden.